# Ed Whitfield
Wayne Edward „Ed” Whitfield (ur. 25 maja 1943) – amerykański polityk, członek Partii Republikańskiej. W latach 1995–2016 był przedstawicielem pierwszego okręgu wyborczego w stanie Kentucky do Izby Reprezentantów Stanów Zjednoczonych.